# Luigi Pavese
Luigi Pavese (Asti, 25 ottobre 1897 – Roma, 13 dicembre 1969) è stato un attore e doppiatore italiano.
Attore dotato di grande versatilità, Luigi Pavese è stato tra i maggiori caratteristi del cinema italiano. Durante la sua carriera, durata oltre quarant'anni, è apparso in più di 170 pellicole. Dotato di un caratteristico timbro vocale, fu anche un apprezzato e prolifico doppiatore.

## Biografia

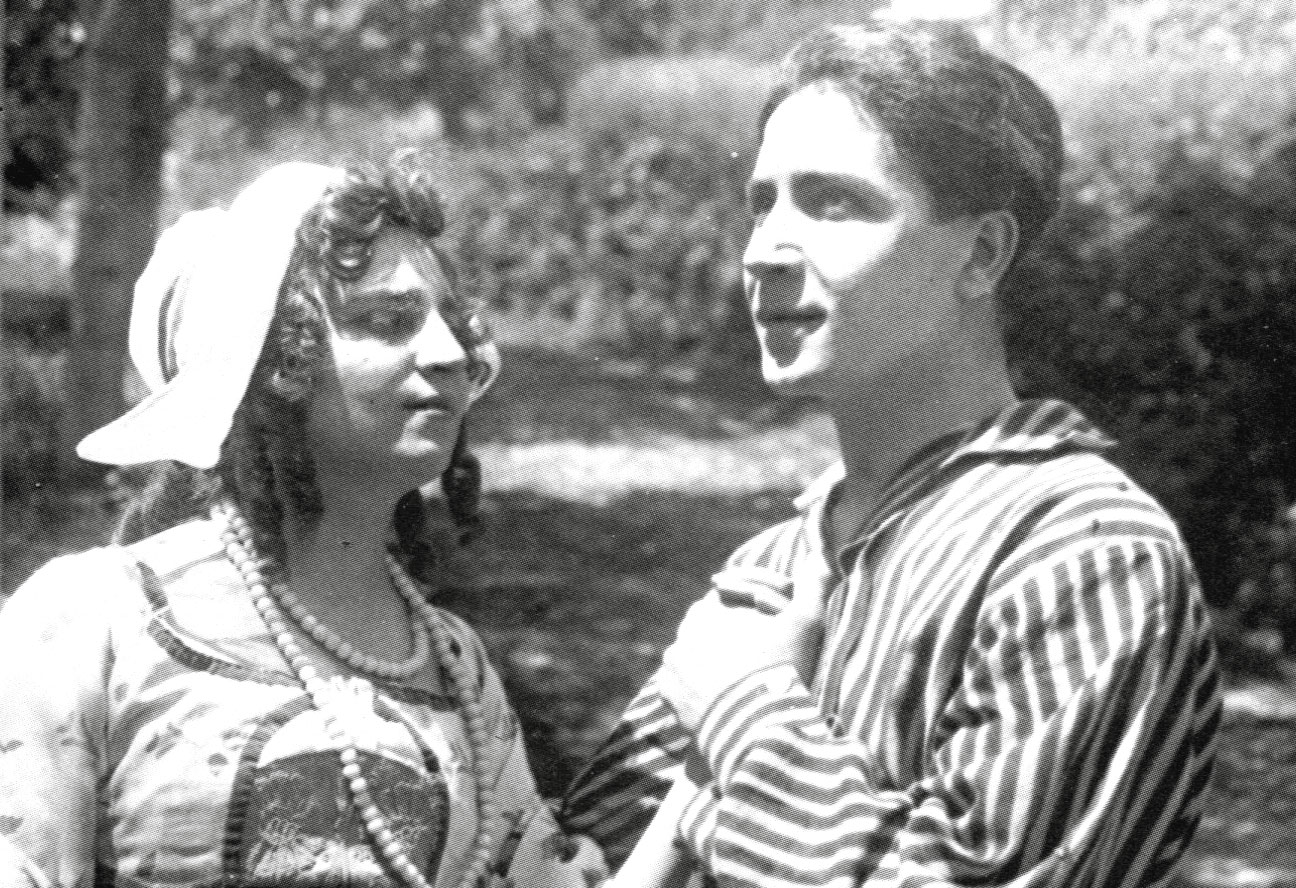
Luigi Pavese in un'immagine giovanile in La vampa (Achille Consalvi, 1916), con Bice Waleran

Fratello maggiore di Nino Pavese, esordì al cinema giovanissimo, interpretando, nel 1916, due film muti: La peccatrice e La vampa diretti rispettivamente da Roberto Roberti e da Achille Consalvi. Dovette poi sospendere per quasi cinque anni l'attività nello spettacolo in quanto richiamato sotto le armi, da cui fu congedato solo nel 1920.
Nel 1921 debuttò a teatro, facendo parte di diverse compagnie e continuando quest'attività anche nei giorni più drammatici della seconda guerra mondiale, come quello dell'attacco di via Rasella (23 marzo 1944), nel quale, mentre recitava al Teatro Quattro Fontane di Roma nello spettacolo Sai che ti dico?, avvertì il pubblico di quello che stava succedendo e lo esortò a mantenere la calma, facendo uscire gli spettatori da una porticina secondaria.
Negli anni del secondo dopoguerra fu attivo soprattutto al cinema, interpretando, grazie al suo innato talento brillante e al piglio autorevole, divertenti figure di militari, funzionari, avvocati, notai, medici, commendatori, ragionieri e mariti traditi in commedie brillanti soprattutto al fianco di Totò - di cui fu l'abile spalla in pellicole come Totò cerca moglie (1950), Totò a colori (1952), Totò a Parigi (1958), Totòtruffa 62 (1961) - Aldo Fabrizi, Renato Rascel, Walter Chiari e Alberto Sordi.
Come doppiatore prestò la voce, tra gli altri, ad Anthony Quinn, Burl Ives, Frank Morgan, Fredric March e Gary Cooper e anche a personaggi del cinema d'animazione Disney, come il Clown in Dumbo - L'elefante volante (1941), Boris in Lilli e il vagabondo (doppiaggio del 1955), il cane Terranova ne La carica dei 101 (1961), il colonnello Hathi ne Il libro della giungla (1967) e Ih-Oh in Winny-Puh l'orsetto goloso (1966). È da notare che nel film Addio mia bella signora venne a sua volta doppiato dal fratello Nino.
Lavorò, inoltre, in alcuni sceneggiati televisivi Rai degli anni cinquanta e sessanta, tra cui si possono citare: Cime tempestose (1956), per la regia di Anton Giulio Majano, Jane Eyre (1957), ancora diretto da Majano, Il romanzo di un maestro (1959), regia di Mario Landi, La cittadella (1964), nuovamente con Majano, Il conte di Montecristo (1966), regia di Edmo Fenoglio e I ragazzi di Padre Tobia (1968), regia di Italo Alfaro.
Il 1º giugno 1968 rimase ferito in un incidente stradale a Roma, sull'Autostrada del Sole, alla guida della sua vettura. Venne ricoverato al Policlinico con prognosi riservata, per essere successivamente dimesso. Morì l'anno seguente, la mattina del 13 dicembre 1969, per un improvviso infarto all'età di 72 anni, nella casa in cui viveva insieme al fratello, Nino Pavese, da quando era rimasto coinvolto nell'incidente automobilistico. Riposa presso il cimitero del Verano.

## Filmografia parziale

Luigi Pavese ne I miserabili (1948)

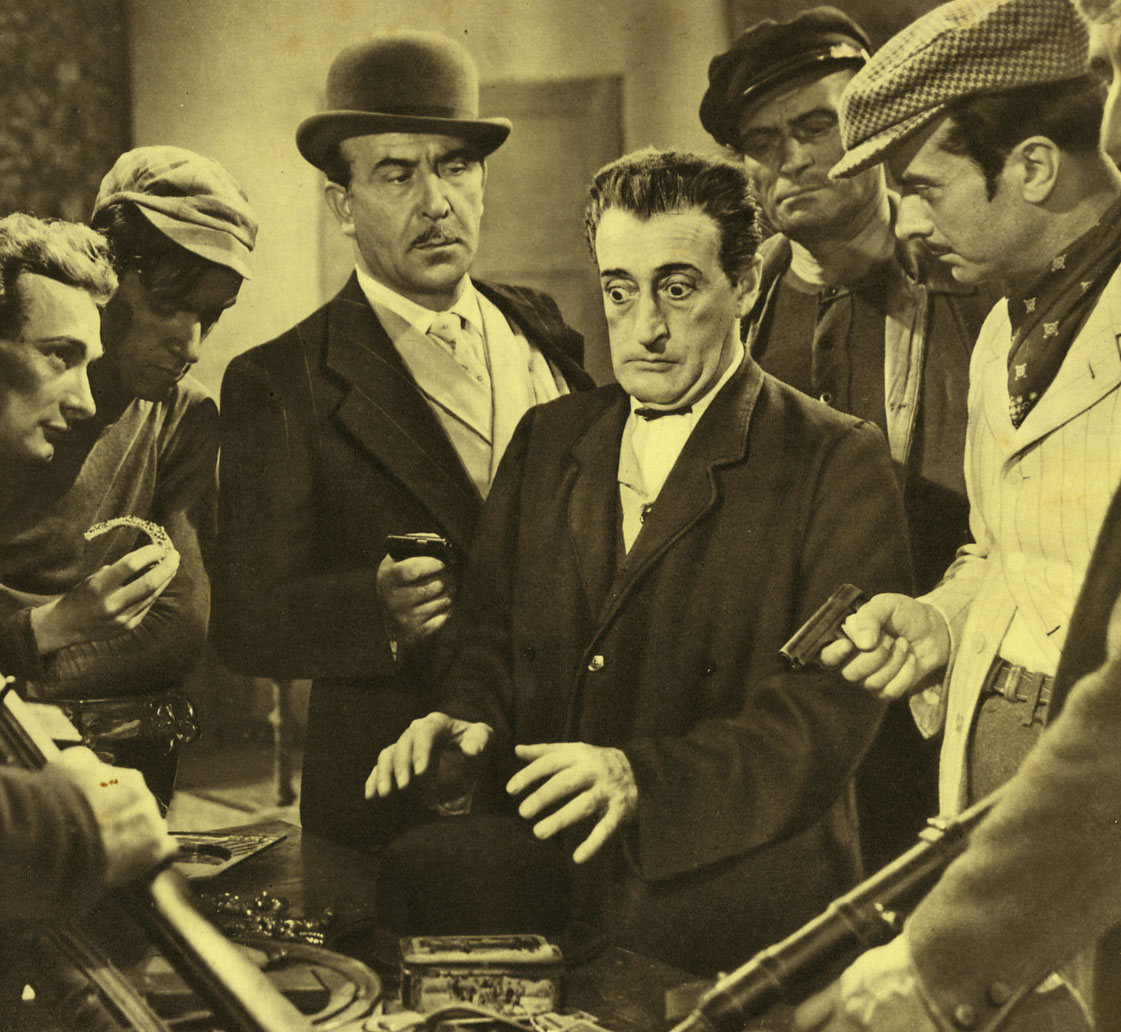
Luigi Pavese con Totò in Totò le Mokò (1949)

Luigi Pavese tra Aldo Fabrizi e Carlo Delle Piane ne La famiglia Passaguai fa fortuna (1952)

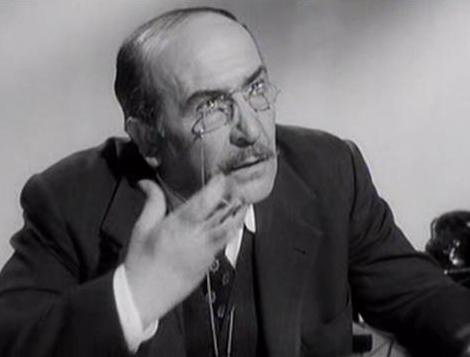
Luigi Pavese nel film Lo scocciatore (Via Padova 46) (1953)

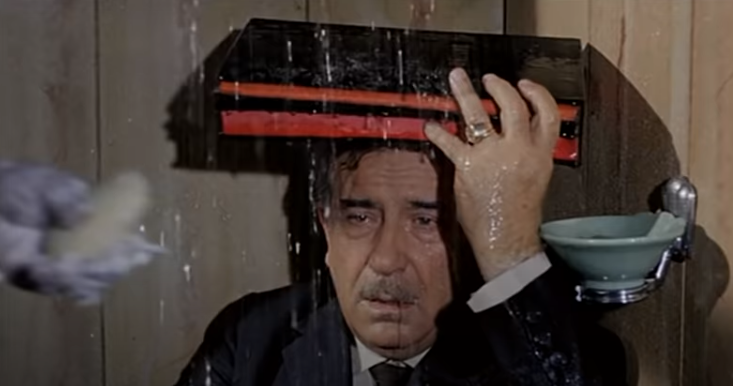
Luigi Pavese in Gerarchi si muore (1961)

### Cinema
- La peccatrice, regia di Roberto Roberti (1916)
- La vampa, regia di Achille Consalvi (1916)
- Senza pietà, regia di Emilio Ghione (1921)
- Freccia d'oro, regia di Piero Ballerini e Corrado D'Errico (1935)
- Aldebaran, regia di Alessandro Blasetti (1935)
- Re burlone, regia di Enrico Guazzoni (1935)
- Joe il rosso, regia di Raffaello Matarazzo (1936)
- La damigella di Bard, regia di Mario Mattoli (1936)
- Vivere!, regia di Guido Brignone (1937)
- Il dottor Antonio, regia di Enrico Guazzoni (1937)
- Ai vostri ordini, signora..., regia di Mario Mattoli (1938)
- Cose dell'altro mondo, regia di Nunzio Malasomma (1939)
- Ho visto brillare le stelle, regia di Enrico Guazzoni (1939)
- Melodie eterne, regia di Carmine Gallone (1940)
- La fanciulla di Portici, regia di Mario Bonnard (1940)
- Una lampada alla finestra, regia di Gino Talamo (1940)
- Antonio Meucci, regia di Enrico Guazzoni (1940)
- L'uomo del romanzo, regia di Mario Bonnard (1940)
- L'amante segreta, regia di Carmine Gallone (1941)
- Beatrice Cenci, regia di Guido Brignone (1941)
- Il re d'Inghilterra non paga, regia di Giovacchino Forzano (1941)
- L'allegro fantasma, regia di Amleto Palermi (1941)
- È caduta una donna, regia di Alfredo Guarini (1941)
- I pirati della Malesia, regia di Enrico Guazzoni (1941)
- Le due tigri, regia di Giorgio Simonelli (1941)
- M.A.S., regia di Romolo Marcellini (1942)
- Malombra, regia di Mario Soldati, (1942)
- I cavalieri del deserto, regia di Gino Talamo e Osvaldo Valenti (1942)
- Soltanto un bacio, regia di Giorgio Simonelli (1942)
- La fanciulla dell'altra riva, regia di Piero Ballerini (1942)
- Gente dell'aria, regia di Esodo Pratelli (1943)
- Harlem, regia di Carmine Gallone (1943)
- Inviati speciali, regia di Romolo Marcellini (1943)
- Non mi muovo!, regia di Giorgio Simonelli (1943)
- Grattacieli, regia di Guglielmo Giannini (1943)
- Silenzio, si gira!, regia di Carlo Campogalliani (1943)
- Finalmente sì, regia di László Kish (1943)
- Gli assi della risata, episodio Il trionfo di Poppea, regia di Roberto Bianchi Montero (1943)
- Il cappello da prete, regia di Ferdinando Maria Poggioli (1944)
- La fornarina, regia di Enrico Guazzoni (1944)
- Circo equestre Za-bum, regia di Mario Mattoli (1945)
- I dieci comandamenti, episodio Onora il padre e la madre, regia di Giorgio Walter Chili (1945)
- Le miserie del signor Travet, regia di Mario Soldati (1945)
- L'atleta di cristallo, regia di Enzo Fiermonte (1946)
- Genoveffa di Brabante, regia di Primo Zeglio (1947)
- Tombolo, paradiso nero, regia di Giorgio Ferroni (1947)
- I miserabili, regia di Riccardo Freda (1948)
- Fifa e arena, regia di Mario Mattoli (1948)
- Totò al Giro d'Italia, regia di Mario Mattoli (1948)
- Biancaneve e i sette ladri, regia di Giacomo Gentilomo (1949)
- I peggiori anni della nostra vita, regia di Mario Amendola (1949)
- Totò le Mokò, regia di Carlo Ludovico Bragaglia (1949)
- Al diavolo la celebrità, regia di Steno e Mario Monicelli (1949)
- Totò cerca casa, regia di Steno e Mario Monicelli (1949)
- Totò cerca moglie, regia di Carlo Ludovico Bragaglia (1950)
- Le sei mogli di Barbablù, regia di Carlo Ludovico Bragaglia (1950)
- Figaro qua, Figaro là, regia di Carlo Ludovico Bragaglia (1950)
- Il vedovo allegro, regia di Mario Mattoli (1950)
- Tototarzan, regia di Mario Mattoli (1950)
- Il conte di Sant'Elmo, regia di Guido Brignone (1950)
- Barriera a settentrione, regia di Luis Trenker (1950)
- Io sono il Capataz, regia di Giorgio Simonelli (1951)
- Amor non ho... però... però, regia di Giorgio Bianchi (1951)
- Bellezze in bicicletta, regia di Carlo Campogalliani (1951)
- Una bruna indiavolata!, regia di Carlo Ludovico Bragaglia (1951)
- Libera uscita, regia di Duilio Coletti (1951)
- La paura fa 90, regia di Giorgio Simonelli (1951)
- La famiglia Passaguai, regia di Aldo Fabrizi (1951)
- Mamma mia, che impressione!, regia di Roberto Savarese (1951)
- La grande rinuncia, regia di Aldo Vergano (1951)
- Il tallone d'Achille, regia di Mario Amendola e Ruggero Maccari (1952)
- La famiglia Passaguai fa fortuna, regia di Aldo Fabrizi (1952)
- La presidentessa, regia di Pietro Germi (1952)
- Papà diventa mamma, regia di Aldo Fabrizi (1952)
- Maschera nera, regia di Filippo Walter Ratti (1952)
- Io, Amleto, regia di Giorgio Simonelli (1952)
- Il sogno di Zorro, regia di Mario Soldati (1952)
- Totò a colori, regia di Steno (1952)
- Cinema d'altri tempi, regia di Steno (1953)
- Dieci canzoni d'amore da salvare, regia di Flavio Calzavara (1953)
- Lo scocciatore (Via Padova 46), regia di Giorgio Bianchi (1953)
- Lulù, regia di Fernando Cerchio (1953)
- Addio mia bella signora, regia di Fernando Cerchio (1954)
- Sua Altezza ha detto: no!, regia di Maria Basaglia (1954)
- Questa è la vita, episodio Marsina stretta, regia di Aldo Fabrizi (1954)
- Allegro squadrone, regia di Paolo Moffa (1954)
- Le due orfanelle, regia di Giacomo Gentilomo (1954)
- Le diciottenni, regia di Mario Mattoli (1955)
- La banda degli onesti, regia di Camillo Mastrocinque (1956)
- Totò lascia o raddoppia?, regia di Camillo Mastrocinque (1956)
- Totò, Vittorio e la dottoressa, regia di Camillo Mastrocinque (1957)
- Gli italiani sono matti, regia di Duilio Coletti e Luis María Delgado (1958)
- Totò a Parigi, regia di Camillo Mastrocinque (1958)
- Valeria ragazza poco seria, regia di Guido Malatesta (1958)
- Mia nonna poliziotto, regia di Steno (1958)
- Totò, Eva e il pennello proibito, regia di Steno (1959)
- La cambiale, regia di Camillo Mastrocinque (1959)
- La cento chilometri, regia di Giulio Petroni (1959)
- Perfide ma... belle, regia di Giorgio Simonelli (1959)
- Noi duri, regia di Camillo Mastrocinque (1960)
- I baccanali di Tiberio, regia di Giorgio Simonelli (1960)
- I piaceri del sabato notte, regia di Daniele D'Anza (1960)
- Il mattatore, regia di Dino Risi (1960)
- Signori si nasce, regia di Mario Mattoli (1960)
- Anonima cocottes, regia di Camillo Mastrocinque (1960)
- Il mio amico Jekyll, regia di Marino Girolami (1960)
- Totò, Fabrizi e i giovani d'oggi, regia di Mario Mattoli (1960)
- Chi si ferma è perduto, regia di Sergio Corbucci (1960)
- Ferragosto in bikini, regia di Marino Girolami (1960)
- Scandali al mare, regia di Marino Girolami (1961)
- Gerarchi si muore, regia di Giorgio Simonelli (1961)
- Mina... fuori la guardia, regia di Armando William Tamburella (1961)
- Le magnifiche 7, regia di Marino Girolami (1961)
- Totòtruffa '62, regia di Camillo Mastrocinque (1961)
- Gli attendenti, regia di Giorgio Bianchi (1961)
- Rocco e le sorelle, regia di Giorgio Simonelli (1961)
- Totò diabolicus, regia di Steno (1962)
- Totò contro Maciste, regia di Fernando Cerchio (1962)
- Totò e Peppino divisi a Berlino, regia di Giorgio Bianchi (1962)
- Le massaggiatrici, regia di Lucio Fulci (1962)
- I motorizzati, regia di Camillo Mastrocinque (1962)
- Il mio amico Benito regia di Giorgio Bianchi (1962)
- Il giorno più corto, regia di Sergio Corbucci (1963)
- Uno strano tipo, regia di Lucio Fulci (1963)
- Le tardone, regia di Marino Girolami (1964)
- Come inguaiammo l'esercito, regia di Lucio Fulci (1965)
- Per qualche dollaro in meno, regia di Mario Mattoli (1966)
- Spiaggia libera, regia di Marino Girolami (1966)
- 2 mafiosi contro Al Capone, regia di Giorgio Simonelli (1966)
- I due sanculotti, regia di Giorgio Simonelli (1966)
- Chiedi perdono a Dio... non a me, regia di Vincenzo Musolino (1968)

### Televisione
- Cime tempestose, regia di Mario Landi, trasmesso nel programma nazionale (1956)
- Jane Eyre, regia di Anton Giulio Majano, trasmesso nel programma nazionale (1957)
- Raccomandato di ferro, commedia di Efrain KIshon, regia di Edmo Fenoglio, trasmessa il 26 febbraio 1962
- Più rosa che giallo – serie TV, episodi 1x4 (1962)
- La cocuzza, regia di Carlo Ludovici – film TV (1963)
- Il cardinale Lambertini, regia di Silverio Blasi, trasmesso nel programma nazionale (1963)
- La signorina Chimera, commedia di Piero Mazzolotti, regia di Carlo Di Stefano, trasmessa 16 agosto 1963
- La cittadella, regia di Anton Giulio Majano, trasmesso nel programma nazionale (1964)
- La porta chiusa[5], commedia di Marco Praga, regia di Guglielmo Morandi (1965)
- David Copperfield, regia di Anton Giulio Majano, trasmesso nel programma nazionale (1965/66)
- Il Conte di Montecristo, di A. Dumas, regia di Edmo Fenoglio. Miniserie televisiva in otto puntate trasmessa dalla RAI sul programma nazionale (1966)
- Tovaritch, prosa di Jacques Deval, regia di Flaminio Bollini, trasmessa sul Secondo Programma il 17 maggio 1967
- I ragazzi di padre Tobia, ottavo episodio, Le sorprese di un somaro, regia di Italo Alfaro, trasmesso nel programma nazionale (1968)

## Prosa radiofonica Rai
- Tovarich, commedia di Jacques Deval, regia di Pietro Masserano Taricco, trasmessa il 27 dicembre 1947
- Il misantropo di Molière, regia di Pietro Masserano Taricco, trasmessa il 18 ottobre 1948
- La scommessa di Johann Wolfgang Goethe, regia di Pietro Masserano Taricco, trasmessa il 16 aprile 1949
- Saggezza, commedia di Piero Ottolini, regia di Pietro Masserano Taricco, trasmessa il 13 giugno 1949
- Chatterton, dramma di Alfred de Vigny, regia di Guglielmo Morandi, trasmesso il 8 maggio 1950
- L'orso di Anton Čechov, regia di Anton Giulio Majano, trasmessa il 29 luglio 1950
- Una domanda di matrimonio di Anton Cechov, regia di Anton Giulio Majano, trasmessa il 26 marzo 1951

## Doppiaggio parziale

### Film cinema
- Fernando Sancho in Io, mammeta e tu, Agente 077 dall'Oriente con furore, Minnesota Clay, Arizona Colt, 7 dollari sul rosso, Due mafiosi nel Far West, L'uomo che viene da Canyon City, I due sergenti del generale Custer, Per 100.000 dollari t'ammazzo, 7 pistole per i MacGregor, Kidnapping! Paga o uccidiamo tuo figlio, I due toreri, Totò d'Arabia, 5.000 dollari sull'asso
- Robert Strauss in Attente ai marinai!, Il caporale Sam, Stalag 17, Atomicofollia, Quando la moglie è in vacanza, L'uomo dal braccio d'oro, Svegliami quando è finito
- Ward Bond in Hanno fatto di me un criminale, Joe il pilota, Gli invincibili, Giovanna d'Arco, Aquile tonanti
- Grégoire Aslan in Rapporto confidenziale, Terra di ribellione, Il re dei re, Furto su misura
- John McIntire in Francis, il mulo parlante, Terra lontana, I pionieri dell'Alaska
- Gert Fröbe in Quei temerari sulle macchine volanti, Agli ordini del Führer e al servizio di Sua Maestà
- Fredric March in I ponti di Toko-Ri, Ore disperate, Alessandro il Grande
- Lon Chaney Jr. in Mezzogiorno di fuoco, Il cacciatore di indiani
- Lionel Stander in Sette volte sette, Infedelmente tua
- Fortunio Bonanova in Sangue e arena, Un amore splendido
- Cecil B. DeMille in I dieci comandamenti
- Finlay Currie in Ben Hur
- Gene Evans in Quando l'amore è romanzo
- Bert Lahr in Il mago di Oz
- Donald Crisp in Torna a casa, Lassie!
- Burl Ives in La gatta sul tetto che scotta
- José Calvo in Per un pugno di dollari, I giorni dell'ira
- Juan Calvo in Calabuig
- Roberto Camardiel in Per qualche dollaro in più
- Antonio Casas in Il buono, il brutto, il cattivo
- Mike Mazurki in A qualcuno piace caldo, Oceano rosso
- Gustav Diessl in Il bravo di Venezia
- James Finlayson in Gli allegri eroi
- Edgar Kennedy in Il nemico ci ascolta
- Hal Smith in La grande corsa
- Mimo Billi in Appuntamento a Ischia
- J. Edward McKinley in Hollywood Party
- Whit Bissell in Sfida all'O.K. Corral
- Neville Brand in Il segno della legge
- Karl Malden in La conquista del West
- William Johnstone in L'assedio di fuoco
- Howard Da Silva in Il sergente York
- Joe Sawyer in Colpo di scena a Cactus Creek
- Sheldon Leonard in La vita è meravigliosa
- Slim Pickens in Prima vittoria
- Paul Hartmann in Il giorno più lungo
- Grant Withers in Il massacro di Fort Apache
- Howard Freeman in Il nemico ci ascolta
- Bernard Lee in Agente 007 - Missione Goldfinger
- Hugo Haas in La matadora
- Richard Boone in Il compromesso, Il principe guerriero
- Luther Adler in Rommel, la volpe del deserto
- Danny Green in La signora omicidi
- Barry Kelley in Giungla d'asfalto, L'ammazzagiganti
- James Todd e Harry Shannon in I bucanieri
- Johnny Puleo in Trapezio
- Alexandre Rignault in Il ritorno di don Camillo
- Anthony Quinn in Viva Zapata!
- Stanley Ridges in La via dei giganti
- Ben Welden in La città del peccato
- Oskar Homolka in Funerale a Berlino
- Jim Backus in Avventura nella fantasia
- Charles Evans in Artisti e modelle
- Stanley Adams in Il mattatore di Hollywood
- Howard Da Silva in Il sergente York, L'oltraggio
- Carl Wery in Tempi duri per i vampiri
- Ennio Balbo in Una vita difficile
- Tito García in Duello nel Texas
- James Robertson Justice in Assassinio sul treno
- Lionel Jeffries in Assassinio a bordo
- Giovanni Tarallo in Per qualche dollaro in più
- Richard Lane in Arcipelago in fiamme
- Panos Karavousanos in Mai di domenica
- Donald Wolfit in La casa dei sette falchi
- Walter Barnes in Le avventure di Mary Read
- Irving Bacon in Arriva John Doe
- Bruce Cabot in Hatari!
- Julio Sanjuàn in Il maestro...
- Niall MacGinnis in La storia di una monaca
- Massimo Girotti in Harlem[6]
- Jack Kruschen in Amore, ritorna!
- Nerio Bernardi in L'incantevole nemica
- James Millican in L'uomo di Laramie
- Broderick Crawford in Kid Rodelo
- Lyle Talbot in Il tesoro di Capitan Kidd

### Film d'animazione
- Boris in Lilli e il vagabondo (ed. 1955)
- Colonnello Hathi in Il libro della giungla
- Clown in Dumbo - L'elefante volante
- Labrador in La carica dei cento e uno
- Ih-Oh in Le avventure di Winnie the Pooh
- Barbarossa in Asterix e Cleopatra
- Scagnozzo Ursus in West and Soda
- Re Scorfano ne Le 13 fatiche di Ercolino
- Golia I in Golia, piccolo elefante
- Tonno e Contadino in Un burattino di nome Pinocchio